# Vlado Lisjak
Vlado Lisjak (* 29. April 1962 in Petrinja) ist ein ehemaliger jugoslawischer Ringer. Er war Olympiasieger 1984 im griech.-röm. Stil im Leichtgewicht.

## Werdegang
Vlado Lisjak, ein Kroate, begann mit 10 Jahren 1972 beim Ringerclub HK "Gavrilovic" Petrinje mit dem Ringen. Er entwickelte sich dort zu einem hervorragenden Nachwuchsringer und wurde deshalb nach Zagreb delegiert. Dort erhielt er von dem Trainer Milan Nenadić den letzten Schliff als griech.-röm.-Ringer. Seine internationale Laufbahn begann mit dem Gewinn der Bronzemedaille bei den Junioren-Weltmeisterschaften (Juniors = bis zum 18. Lebensjahr) in Colorado Springs in der Klasse bis 65 kg Körpergewicht. Im Jahr 1961 gewann er bei der Junioren-WM (Espoirs = bis zum 20. Lebensjahr) in Vancouver im Leichtgewicht ebenfalls die Bronzemedaille.
Bei den Senioren hatte Vlado Lisjak im eigenen Lande hart um den Startplatz bei internationalen Meisterschaften zu kämpfen. Vor allem Nandor Sabo war hier ein harter Konkurrent für ihn. Aber er kam bei der Weltmeisterschaft 1981 in Oslo wieder zum Einsatz, nachdem er bei der Balkan-Meisterschaft des gleichen Jahres in Pula im Leichtgewicht schon einen guten 2. Platz belegt hatte. In Oslo gelang ihm nur ein Sieg, so dass er mit dem 13. Platz vorliebnehmen musste.
Seine nächste Startgelegenheit erhielt Vlado Lisjak bei der Weltmeisterschaft 1983 in Kiew. Dort enttäusche er aber und schied nach zwei Niederlagen sang- und klaglos aus und erreichte nur den 17. Platz. Im Jahre 1984 war er für die Olympischen Spiele in Los Angeles zunächst nur als Ersatzmann im Leichtgewicht vorgesehen. Nando Sabo verletzte sich aber kurz vor den Spielen, so dass er doch starten durfte. Er rechtfertigte in Los Angeles seinen Einsatz dann mit großartigen Leistungen. Mit fünf glatten Siegen wurde er Olympiasieger. Er bezwang dabei u. a. den rumänischen Spitzenringer Ștefan Negrișan und im Endkampf den amtierenden Weltmeister Tapio Sipilä aus Finnland.
Nach diesen Olympischen Spielen war er mehrfach verletzt und kam in Jugoslawien an Nandor Sabo und Karolj Kasap nicht mehr vorbei. Er beendete deshalb schon bald seine internationale Ringerlaufbahn und absolvierte eine Trainerausbildung. Nach dem Entstehen des selbständigen Kroatien versuchte er im Jahre 1993, für "Glumina Banka" Zagreb startend, ein Comeback, das aber nicht so recht gelang. Er konzentrierte sich deshalb ab 1994 auf sein neues Amt als Trainer der kroatischen Ringer-Nationalmannschaft im griech.-röm. Stil. Ein Amt, das er noch heute ausübt.

## Internationale Erfolge
(OS = Olympische Spiele, WM = Weltmeisterschaft, GR = griech.-röm. Stil, Le = Leichtgewicht, We = Weltergewicht, damals bis 68 kg bzw. 74 kg Körpergewicht)
- 1980, 3. Platz, Junioren-WM (Juniors) in Colorado Springs, GR, bis 65 kg Körpergewicht, hinter Raimund Feser, BRD u. Dietmar Streitler, Österreich u. vor Andrew Seras, USA u. Said Ahmed Mohsen, Ägypten;
- 1981, 3. Platz, Junioren-WM (Espoirs) in Vancouver, GR, Le, hinter Tibor Dudas, Ungarn u. Wjatscheslaw Bogomolow, UdSSR u. vor Gregorius Flores, Venezuela u. Klaus Müller (Ringer), BRD;
- 1981, 2. Platz, Großer Preis von Österreich, GR, Le, hinter Gregor Gradzi, Polen u. vor Tibor Dudas u. Didier Favori, Frankreich;
- 1981, 2. Platz, Balkan-Meisterschaft in Pula, GR, Le, hinter Petar Genchew, Bulgarien u. vor Sumer Kocak, Türkei, Ion Balcan, Rumänien u. Dimitrios Sinopoulos, Griechenland;
- 1981, 13. Platz, WM in Oslo, GR, Le, mit einem Sieg über Douglas Yeats, Kanada u. Niederlagen gegen Mohammed Banna, Iran u. Iwan Stajkow, Bulgarien;
- 1983, 4. Platz, Mittelmeerspiele in Casablanca, GR, Le, hinter Jean-Pierre Mercader, Frankreich, Gian Carlo Gritti, Italien u. Sumer Kocak;
- 1983, 17. Platz, WM in Kiew, GR, Le, Sieger: Tapio Sipilä, Finnland vor Mohammed Banna u. Gennadj Jermilow, UdSSR;
- 1984, Goldmedaille, OS in Los Angeles, GR, Le, mit Siegen über Nemoto, Japan, Sumer Kocak, Ștefan Negrișan, Rumänien, Dietmar Streitler u. Tapio Sipilä;
- 1993, 2. Platz, Turnier in Paris, GR, We, hinter Erik Hahn, BRD u. vor Fchagajew, Russland;
- 1993, 5. Platz, Mittelmeerspiele in Languedoc-Roussillon/Frankreich, GR, We, hinter Martial Mischler, Frankreich, Yalcin Karapinar, Türkei, Petros Triantafilidis, Griechenland u. Mohamed El-Hadad, Marokko